# Michel-Ange Balikwisha
Michel-Ange Balikwisha (ur. 10 maja 2001) – belgijski piłkarz grający na pozycji lewoskrzydłowego. Od 2021 jest piłkarzem klubu Royal Antwerp FC.

## Kariera piłkarska
Swoją karierę piłkarską Balikwisha rozpoczynał w juniorach RSC Anderlecht. W 2014 roku podjął treningi w Standardzie Liège. W 2020 roku awansował do kadry tego zespołu i 20 września 2020 zadebiutował w jego barwach w belgijskiej ekstraklasie w wygranym 2:1 domowym meczu z KV Kortrijk. 27 września 2020, w swoim drugim występie ligowym, w meczu z SV Zulte Waregem (2:2) strzelił swoją pierwszą bramkę w belgijskiej lidze.
4 lipca 2021 roku Balikwisha został zawodnikiem Royal Antwerp FC, do którego przeszedł za kwotę 5 milionów euro. W klubie z Antwerpii swój debiut zaliczył 8 sierpnia 2021 w wygranym 5:2 wyjazdowym meczu ze Standardem Liège. W sezonie 2022/2023 wywalczył mistrzostwo Belgii.
| Sezon   | Klub             | Kraj   | Rozgrywki       | Mecze | Gole |
| ------- | ---------------- | ------ | --------------- | ----- | ---- |
| 2020/21 | Standard Liège   | Belgia | Eerste klasse A | 32    | 9    |
| 2021/22 | Royal Antwerp FC | Belgia | Eerste klasse A | 32    | 4    |
| 2022/23 | Royal Antwerp FC | Belgia | Eerste klasse A | 33    | 7    |

## Kariera reprezentacyjna
Balikwisha ma w karierze występy w młodzieżowych reprezentacjach Belgii na różnych szczeblach wiekowych: U-16, U-17, U-18, U-19 i U-21.